# 小唐纳德·特朗普
小唐纳德·约翰·特朗普（英語：Donald John Trump Jr.，1977年12月31日—）是一位美國商人。他是唐纳德·特朗普和伊凡娜·特朗普的長子，与弟弟埃里克·特朗普作为川普集團的受托人，共同执掌集团在全球范围内的收购与开发项目。

## 早年生活
1977年12月31日，小唐纳德·特朗普出生于曼哈顿威尔康奈尔医疗中心。

## 私人生活
他在2005年11月12日和具有猶太及丹麥血統的模特兒凡妮莎·凱伊·海頓結婚，兩人育有三个儿子和两个女儿。2019年2月22日，小唐纳德夫婦發表聯合聲明，兩人已在2018年完成離婚手續。

## 外部連結
- A Name He Can Build On （页面存档备份，存于）
- 小唐纳德·特朗普在互联网电影资料库（IMDb）上的資料（英文）
- C-SPAN內的頁面（英文）